# Growing Up in Public
Growing Up in Public (с англ. — «Вырастая на публике») — десятый сольный студийный альбом американского музыканта Лу Рида, выпущенный в апреле 1980 года на лейбле Arista. Имел скромный успех в хит-парадах, поднявшись всего на 158-е место Billboard Top LPs & Tape и пробыв там только 5 недель.

## Производство
Альбом был записан Лу Ридом за шесть недель в студии Associated Independent Recording в Монтсеррате, Великобритания. Обложка альбома была отснята фотографом Миком Роком.

## Список композиций
Все песни были написаны Ридом и Майклом Фонфарой.
| №  | Название                       | Длительность |
| -- | ------------------------------ | ------------ |
| 1. | «How Do You Speak to an Angel» | 4:08         |
| 2. | «My Old Man»                   | 3:15         |
| 3. | «Keep Away»                    | 3:31         |
| 4. | «Growing Up in Public»         | 3:00         |
| 5. | «Standing on Ceremony»         | 3:32         |

| №                   | Название                         | Длительность |
| ------------------- | -------------------------------- | ------------ |
| 1.                  | «So Alone»                       | 4:05         |
| 2.                  | «Love Is Here to Stay»           | 3:10         |
| 3.                  | «The Power of Positive Drinking» | 2:13         |
| 4.                  | «Smiles»                         | 2:53         |
| 5.                  | «Think It Over»                  | 3:25         |
| 6.                  | «Teach the Gifted Children»      | 3:20         |
| Общая длительность: | Общая длительность:              | 36:39        |

## Позиции в хит-парадах
Еженедельные чарты:
| Хит-парад (1980)               | Высшая позиция | Пребывание в чарте |
| ------------------------------ | -------------- | ------------------ |
| США (Billboard Top LPs & Tape) | 158            | 5 недель           |